# Pyroxsulam
Pyroxsulam ist eine chemische Verbindung aus der Gruppe der Triazolpyrimidine. Es wird in der Landwirtschaft als Herbizid eingesetzt.

## Verwendung
Pyroxsulam ist in Deutschland im Produkt Broadway® von Dow AgroSciences erhältlich. Neben Pyroxsulam ist Florasulam ein weiterer Wirkstoff in Broadway®.
Aufgrund der guten Verträglichkeit bei Kulturpflanzen findet Pyroxsulam Verwendung beim Anbau diverser Kulturpflanzen, wie Winterweizen, Winterroggen, Wintertriticale, Sommerhartweizen und Dinkel.

## Wirkung
Pyroxsulam zählt zu der HRAC-Gruppe B, den ALS-Hemmern.
Es hemmt das Enzym Acetolactat-Synthase, die innerhalb verschiedener Stoffwechselwege chemische Reaktionen enzymatisch katalysiert. Die Hemmung hat zur Folge, dass die Aminosäuren Valin, Leucin und Isoleucin von den betroffenen Geweben nicht mehr synthetisiert werden können. Das führt zum Absterben der Pflanze.

## Zulassung
Pyroxsulam ist seit dem 1. Mai 2014 in der EU zugelassen. Pflanzenschutzmittel mit diesem Wirkstoff sind in Deutschland, Österreich und der Schweiz erhältlich.